# Unité urbaine d'Avranches
L'unité urbaine d'Avranches est une unité urbaine française centrée sur la commune d'Avranches, dans le département français de la Manche en Normandie.

## Données générales
Dans le zonage réalisé par l'Insee en 2010, l'unité urbaine était composée de cinq communes.
Dans le nouveau zonage réalisé en 2020, elle est composée des cinq mêmes communes.
En 2022, avec 15 535 habitants, elle représente la 4e unité urbaine du département de la Manche et occupe le 25e rang dans la région Normandie.
En 2021, sa densité de population s'élève à 353 hab/km2. Par sa superficie, elle ne représente que 0,74 % du territoire départemental mais, par sa population, elle regroupe 3,14 % de la population du département de la Manche.

## Composition de l'unité urbaine en 2020
Elle est composée des cinq communes suivantes :
| Nom                         | Code Insee | Département | Statut       | Superficie (km2) | Population (dernière pop. légale) | Densité (hab./km2) | Modifier                                    |
| --------------------------- | ---------- | ----------- | ------------ | ---------------- | --------------------------------- | ------------------ | ------------------------------------------- |
| Avranches (ville-centre)    | 50025      | Manche      | ville-centre | 10,99            | 10 225 (2022)                     | 930                | modifier les données · modifier les données |
| Marcey-les-Grèves           | 50288      | Manche      | banlieue     | 6,73             | 1 286 (2022)                      | 191                | modifier les données · modifier les données |
| Ponts                       | 50411      | Manche      | banlieue     | 6,70             | 684 (2022)                        | 102                | modifier les données · modifier les données |
| Saint-Senier-sous-Avranches | 50554      | Manche      | banlieue     | 8,62             | 1 426 (2022)                      | 165                | modifier les données · modifier les données |
| Le Val-Saint-Père           | 50616      | Manche      | banlieue     | 11,10            | 1 914 (2022)                      | 172                | modifier les données · modifier les données |

## Évolution démographique
| 1968   | 1975   | 1982   | 1990   | 1999   | 2009   | 2014   | 2021   |
| ------ | ------ | ------ | ------ | ------ | ------ | ------ | ------ |
| 12 900 | 14 438 | 14 889 | 14 575 | 14 669 | 15 260 | 15 327 | 15 575 |

#### Données générales
- Unité urbaine
- Aire d'attraction d'une ville
- Aire urbaine (France)
- Liste des unités urbaines de France

#### Données démographiques en rapport avec l'unité urbaine d'Avranches
- Aire d'attraction d'Avranches
- Arrondissement d'Avranches

#### Données démographiques en rapport avec la Manche
- Démographie de la Manche